# Philipp Paulitschke
Philipp Viktor Paulitschke (Cermakovice, Moràvia, 24 de setembre de 1854 - Viena, Imperi Austrohongarès, 11 de desembre de 1899) va ser un explorador austríac. Philipp Paulitschke va nàixer en una família benestant. El seu pare, Josef Paulitschke era un propietari forestal i un heroi de la guerra austroprussiana. Entre 1872 i 1876, Philipp Paulitschke va estudiar geografia, ciències naturals i lingüística, especialitzant-se en llengües orientals, a la Universitat de Graz, i a la Universitat de Viena. A finals de juliol del 1880, va viatjar a Egipte i Núbia, on realitzà mesures d'altitud.
Del 28 de desembre de 1884 al 17 d'abril de 1885 participà en el viatge d'estudi del Dr. Dominik Kammel Edlen von Hardegger que esdevindria famós, a la regió de Harar. El 1936 es donà el nom de l'explorador a títol d'homenatge, a un dels districtes de Viena, el Paulitschkegasse (districte 22).

## Obres
- Die geographische Erforschung des afrikanischen Kontinents von den ältesten zeiten bis auf unsere Tage (1880)
- Die Afrikalitteratur von 1500 bis 1750 (1881)
- Leitfaden der geographischen Verkehrslehre (1881)
- Die geographische Erforschung der Adalländer und Harrars in Ostafrika (1884)
- Die Sudanländer nach dem gegenwärtigen Stande der Kenntnis (1885)
- Beiträge zur Ethnographie und Anthropologie der Somal, Galla und Harrari (1886)
- Harrar-Forschungsreise nach den Somal- und Gallaländern Ostafrikas (1888)
- Ethnographie Nordostafrikas, 2 volums (1893-96)